# National Institute of Standards and Technology
Institut national des normes et de la technologie
 (décembre 2021).
Le National Institute of Standards and Technology (NIST) en français : « Institut national des normes et de la technologie », est une agence du département du Commerce des États-Unis. Son but est de promouvoir l'économie en développant des technologies, la métrologie et des normes de concert avec l'industrie. Cette agence a pris la suite en 1988 du National Bureau of Standards fondé en 1901 avec substantiellement les mêmes missions.

## Organisation
Son siège se situe à Gaithersburg, dans le Maryland, et ses laboratoires se trouvent également dans cette ville et à Boulder, dans le Colorado. L'institut emploie 2 900 personnes[Quand ?] et dispose en 2010 d'un budget d'un milliard de dollars.
Elle dispose entre autres depuis 1987 d'un réacteur nucléaire de recherche de 20 MW.

## Contrôle
Les activités du NIST (sauf pour ce qui relèverait de la Défense nationale) sont programmées et contrôlées sous l'égide du  Comité des sciences, de l'espace et des technologies de la Chambre des représentants des États-Unis.

## Étude de l’effondrement des tours du WTC
À la suite des critiques adressées au travail de la FEMA, le NIST se vit confier par le National Construction Safety Team Act à la fin 2002 l’étude de l’effondrement des tours du World Trade Center le 11 septembre 2001. Cette étude s’étala sur trois années et bénéficia d’un budget de 16 millions de dollars. Le NIST publia son rapport définitif concernant les tours jumelles en octobre 2005.
Un des objectifs de cette étude était d’expliquer pourquoi et comment les tours jumelles se sont effondrées à la suite des impacts et des incendies et pourquoi et comment le WTC7 s’est effondré. L’enquête s’est, en fait, focalisée sur l’ordre des événements depuis l’instant où l’avion s’est écrasé jusqu’à l’amorce de l’effondrement de chaque tour. Dans un souci de concision, cet ordre est appelé « ordre probable de l’effondrement », bien qu’il n’inclue pas en fait le comportement structurel de la tour après que les conditions de déclenchement de l’effondrement ont été atteintes.
Ce travail consista en une simulation informatique des impacts des avions et des incendies subséquents. Le NIST conclut ainsi que les impacts seuls n’auraient pas provoqué l’effondrement des tours, les feux seuls non plus, ni l’effet combiné des impacts et des feux normalement hormis le cas où la protection ignifuge aurait été délogée. Les rédacteurs attribuent cet effondrement initial à l’instabilité des colonnes porteuses du noyau central, à la suite des dommages causés par les impacts (trois colonnes sectionnées pour WTC1 et cinq pour WTC2 dans le scénario fondamental) et incendies subséquents (les colonnes étant chauffées à une température située entre 400 et 700 °C).
Pour ce qui est de la suite, le rapport pose simplement que l’effondrement total était nécessairement entraîné par la rupture initiale aux niveaux affaiblis. L’énergie cinétique libérée par la masse du haut du bâtiment en début de chute entrainant la rupture des étages inférieurs, incapables d’arrêter la masse en mouvement. Ce bloc d’étages au-dessus des impacts est tombé quasiment en chute libre. Tout comme un piston, cette masse tombante pousse l’air, comprimé, devant elle ce qui projette la fumée et les débris à travers les fenêtres, comme on l’a vu dans plusieurs vidéos.
Le NIST n’a trouvé aucune preuve de l’utilisation d’explosifs. Il n’a pas procédé à des tests sur l’acier sauvé des décombres et du déblayage destinés à retrouver des traces d’explosifs mais explique pourquoi un explosif comme la thermite serait inapproprié pour une démolition contrôlée, rendant la possibilité d’utilisation de tels explosifs improbable. Le NIST explique qu’il a démontré comment l’effondrement a été initié et explique pourquoi il a conclu que ni explosifs ni démolition contrôlée ont été impliqués dans les effondrements des tours.
Le NIST admet cependant être incapable d’apporter une explication complète des effondrements dans leur totalité.
Le cas de la tour WTC7 est brièvement abordé dans le rapport de 2005. Un rapport complet sur l’effondrement de WTC7 a été publié en août 2008, concluant que le feu en était la cause principale.
Ce travail doit être la base pour l’établissement d’un programme de recherche et développement ayant pour objectif l’amélioration des règles, références et pratiques de construction et de protection incendie. Un programme de diffusion de ces propositions de changement ainsi que d’assistance technique pour leur mise en pratique dans les professions de la construction est également prévu.

## Controverses
Le Guardian britannique et le New York Times américain ont rapporté que le NIST a autorisé la National Security Agency (NSA) à insérer des générateurs de nombres pseudo-aléatoires (supposés sécurisés au niveau du chiffrement), appelés Dual EC DRBG (en) dans le standard SP 800-90 du NIST, qui contient une porte dérobée, permettant notamment à la NSA de déchiffrer secrètement le matériel chiffré par ce générateur de nombre aléatoire. Les deux journaux rapportent également, que la NSA travaillait en secret à l'obtention de sa propre version d'une SP 800-90 approuvée pour une utilisation planétaire en 2006. Le document qui a fuité stipule que « eventually, NSA became the sole editor » (« finalement, la NSA devient l'unique éditeur »). L'enquête confirme des suspicions, mises en avant par des spécialistes du chiffrement en 2007, de mise en place de porte dérobée dans les standards par la NSA.
Le NIST a répondu à ces allégations en expliquant que « NIST works to publish the strongest cryptographic standards possible » (« le NIST travaille à publier les standards cryptographiques les plus résistants possibles ») et qu'il utilise « a transparent, public process to rigorously vet our recommended standards » (« un processus transparent et public afin de vérifier rigoureusement les standards que nous recommandons »). L'agence dit également « there has been some confusion about the standards development process and the role of different organizations in it… The National Security Agency (NSA) participates in the NIST cryptography process because of its recognized expertise. NIST is also required by statute to consult with the NSA. » (« il y a eu quelques confusions à propos du processus de développement des standards et le rôle de différentes organisations dans celui-ci… La NSA participe au développement des standards de chiffrement du NIST en raison de son expertise reconnue. Le NIST doit également, en raison de son statut, consulter la NSA. »). En reconnaissant les inquiétudes adressées, l'agence a rouvert la période de commentaires publics avant la publication du standard SP800-90, promettant que « if vulnerabilities are found in these or any other NIST standards, we will work with the cryptographic community to address them as quickly as possible » (« si des vulnérabilités sont trouvées dans ces ou d'autres standards du NIST, nous allons travailler avec la communauté du chiffrement afin de les résoudre aussi vite que possible »).
Daniel J. Bernstein, connu entre autres dans le domaine informatique pour ses applications très utilisées dans le domaine des serveurs (qmail, daemontools et Djbdns) et auteur de l'algorithme de Chiffrement de flux Salsa20, a créé un site web démontrant le réel niveau de sécurité de différents algorithmes. Il y démontre que certains algorithmes de chiffrement du NIST ne respectent pas des règles élémentaires de sécurité. Il en a profité pour publier un nouvel algorithme de chiffrement appelé Curve25519, beaucoup plus sûr et nécessitant beaucoup moins de ressources de calcul que ceux proposés par le NIST,.

## Durant l'administration Trump
Mi-septembre 2017, Donald Trump, après avoir demandé une réduction de 24 % du budget global de l'Agence pour l'exercice 2018 (qui aux États-Unis débute en octobre 2017) ainsi qu'une réduction de 13 % du budget des sept laboratoires de recherche de l'agence, a proposé au Sénat de remplacer le directeur intérimaire du NIST Kent Rochford (qui remplaçait Willie May partie en retraite en janvier 2017) par Walter Copan (chimiste de formation, âgé de 63 ans, président et directeur de la direction du Groupe d'ingénierie de la propriété intellectuelle basé au Colorado, et considéré comme expert en transfert de technologie lorsqu'il travaillait au National Renewable Energy Laboratory de Golden (Colorado) et au Brookhaven National Laboratory d'Upton à New York). Peu après la révélation du piratage de peut-être plus de 100 millions de compte d'Equifax, W. Copan a annoncé que sa priorité serait de mettre en place un cadre de cybersécurité au service des organismes fédéraux et de l'industrie (sans oublier les petites entreprises qui n'ont pas de professionnels de l'informatique et sont donc vulnérables aux cyberattaques). Il a précisé qu'il voulait ainsi améliorer « la façon dont les petites entreprises interagissent avec les organismes gouvernementaux pour commercialiser de nouvelles technologies ». Copan devrait aussi devenir sous-secrétaire du commerce et de la technologie au sein du département américain du Commerce.

## Quelques personnalités
Établissement d'excellence, le National Institute of Standards and Technology ne compte pas moins de quatre Prix Nobel de physique parmi les différents chercheurs qu'il a employés : William D. Phillips en 1997, Eric A. Cornell en 2001, John L. Hall en 2005, et David Wineland en 2012, ce qui constitue un record pour un laboratoire de recherche publique aux États-Unis.
Parmi les autres chercheurs illustres du NIST, on peut citer :
- James S. Albus
- Eugene C. Bingham
- Ferdinand Brickwedde
- Lyman James Briggs
- Edgar Buckingham
- John W. Cahn
- William Coblentz
- Ronald Collé
- Philip J. Davis
- Hugh L. Dryden
- Jack Edmonds
- Ugo Fano
- Charlotte Froese Fischer
- Tim Foecke
- Douglas Hartree
- Magnus Hestenes
- Cornelius Lanczos
- Paul D. Lett
- Alfred Lotka
- Wilfrid Mann
- William Meggers
- James G. Nell
- Ward Plummer
- Jacob Rabinow
- Richard Saykally
- Charlotte Moore Sitterly
- Bill Stone

## Recherches
- Radar à pénétration d'obstacles[21].